# امسکیرشن
امسکیرشن (به آلمانی: Emskirchen) یک شهر در آلمان است که در نوی‌شتات واقع شده‌است. امسکیرشن ۶٬۱۰۷ نفر جمعیت دارد.